# 2050-es évek
Évszázadok: 20. század · 21. század · 22. század
Évtizedek: 2000-es évek · 2010-es évek · 2020-as évek · 2030-as évek · 2040-es évek · 2050-es évek · 2060-as évek · 2070-es évek · 2080-as évek · 2090-es évek · 2100-as évek
Évek: 2050 · 2051 · 2052 · 2053 · 2054 · 2055 · 2056 · 2057 · 2058 · 2059

## Híres előrejelzések és biztos események
- A Föld népessége az előrejelzések szerint eléri 9 milliárd főt.
- Az 1956. évi forradalom 100. évfordulója.

## Elképzelt események
- Dexter laboratóriumának Ego Trip című részének pár része 2055-ben játszódik.
- A népszerű sci-fi sorozat, a Csillagkapu: Atlantisz szerint a Lidércek 2055-ben kezdték volna az "aratást", ha az emberek nem érkeztek volna meg Atlantiszba.
- A Különvélemény 2054-ben játszódik.
- A Reneszánsz 2054-ben Párizsban játszódik.
- A Vörös bolygó 2057-ben játszódik.
- A Lost in Space – Elveszve az űrben 2058-ban játszódik.
- John Christopher regénye, a The Guardians 1052-ben és 2053-ban játszódik.
- A Deus Ex számítógépes játék 2052-ben játszódik.
- Az Empire Earth II Cyborg Insurrection szintje 2058. július 25-én játszódik.
- A Star Trek: First Contact szerint a III. világháború 2052-ben fejeződik be.
- A Timesplitters Future Perfect videójáték két szintje 2052-ben játszódik.
- A Ki vagy, Doki? The Waters of Mars című része 2059. november 21-én játszódik.